# Eugeniamyia dispar
Eugeniamyia dispar är en tvåvingeart som beskrevs av Maia, Mendonca och Romanowski 1997. Eugeniamyia dispar ingår i släktet Eugeniamyia och familjen gallmyggor. Inga underarter finns listade i Catalogue of Life.